# Самарийдикобальт
Самарийдикобальт — бинарное неорганическое соединение, интерметаллид
кобальта и самария
с формулой Co2Sm,
кристаллы.

## Получение
- Сплавление стехиометрических количеств чистых веществ:

{\displaystyle {\mathsf {2Co+Sm\ {\xrightarrow {1075^{o}C}}\ Co_{2}Sm}}}

## Физические свойства
Самарийдикобальт образует кристаллы
кубической сингонии, пространственная группа F d3m, параметры ячейки a = 0,7260 нм, Z = 8,
структура типа магнийдимеди Cu2Mg
.
Соединение образуется по перитектической реакции при температуре 1075 °C
.
При температуре ниже 230 К соединение переходит в ферромагнитное состояние
.